# Shubibinman (série de jeux vidéo)
Shubibinman  (人シュビビンマン) est une série de jeux vidéo composée de jeux du type action - plateforme en 2D a défilement latéral, publiée depuis 1989 par Masaya. Le deuxième opus de la série est le seul qui soit sorti en dehors du Japon, sous le titre Shockman en 1992. Bien qu’originale, la série emprunte un certain nombre d’éléments à la série Megaman de Capcom.

## Synopsis
Tasuke (太助) et Kyapiko (キャピ子)) sont deux étudiants qui sont transformés en cyborg de combat par le professeur Doc. Ils sont d’abord mis à contribution pour lutter contre Dark Skull, un robot devenu fou. Ils affronteront ensuite un empire extraterrestre dirigé par Ryo qui veut envahir la Terre.
Le dernier jeu met en scène deux cyborgs différents, Raita and Azuki.

## Jeux
- Kaizou Choujin Shubibinman (1989)
- Shockman (Kaizō Chōjin Shubibinman 2: Aratanaru Teki (改造超人シュビビンマン2 新たなる敵?)) (1991)
- Kaizō Chōjin Shubibinman 3: Ikai no Princess (改造町人シュビビンマン3 －異界のプリンセス－?) (1992)
- Kaizou Choujin Schbibinman Zero (改造町人シュビビンマン零?) (1997)